# Cascadering
Met cascadering wordt een trapsgewijs proces aangeduid. Met name in de context van de bio-economie wordt de term cascadering veelvuldig gebruikt om het zo efficiënt mogelijk benutten van bio-grondstoffen (biomassa) te omschrijven. Een vroeg voorbeeld van een cascaderingsproces is de Ladder van Lansink, een methode voor prioritering van afvalverwerking die in 1979 door de Nederlandse politicus Ad Lansink werd geïntroduceerd. 

## Cascadering in een bio-based economie
In een bio-based economie, een economie waarin de voornaamste grondstoffen en brandstoffen worden gewonnen uit biomassa in plaats van fossiele grondstoffen, is het optimaal en zo efficiënt mogelijk benutten van biomassa belangrijk. Temeer omdat er door de vele toepassingen van biomassa conflicten kunnen optreden, zoals tussen biomassa als voedsel of energiebron. Door middel van cascadering kan biomassa op zoveel mogelijk uiteenlopende manieren worden benut.

## Types cascadering van biomassa
Biomassa heeft veel verschillende toepassingen, zo kan het dienen als voedsel, grondstof, bouwmateriaal of energiebron. Daarnaast kan biomassa door middel van bioraffinage worden gescheiden in uiteenlopende componenten. Om die reden moeten er bij het gebruik van biomassa keuzes gemaakt worden. De keuzes die eerder gemaakt worden zijn van invloed op wat er later voor toepassingen overblijven voor dezelfde biomassa. Daarom is er bij cascadering van biomassa sprake van een ketenbenadering, waarbij in de gebruiksketen van biomassa wordt gezocht naar de beste trapsgewijze volgorde van het gebruik van de biomassa. Daarbij kan aan verschillende aspecten meer of minder belang worden gehecht. De drie voornaamste types cascadering richten zich ieder op één hoofdaspect:

### Cascadering in tijd
Wanneer de voorkeur uitgaat naar het zo lang mogelijk gebruik maken van dezelfde hoeveelheid biomassa, zoekt men naar een optimale cascadering in tijd. Wanneer een toepassing voor de biomassa wordt gezocht, wordt telkens gekozen voor de optie die daarna nog de meeste mogelijkheden openlaat. Dit vermindert de vraag naar nieuwe grondstoffen en past goed binnen een circulaire economie. Een voorbeeld is het recyclen van papier, waarbij de houtige biomassa waaruit het papier bestaat steeds opnieuw wordt gebruikt voor dezelfde toepassing.

### Cascadering in waarde
Ook kan er bij iedere gebruiksstap gekozen worden voor de toepassing die de hoogste toegevoegde waarde heeft op dat moment. Deze waarde kan economisch van aard zijn (wat levert  financieel het meeste op), maar er zijn ook andere vormen van waarde toe te kennen, zoals de maatschappelijke wenselijkheid en de laagste milieu-impact. Bijvoorbeeld krijgen voedseltoepassingen over het algemeen de voorkeur boven het gebruik van de biomassa als brandstof. Verbranding van de biomassa is in de meeste waardeketens pas de laatste stap.

### Cascadering in functie
De meeste biomassa is in meerdere componenten te scheiden, die gescheiden van elkaar gezamenlijk een grotere waarde kunnen hebben. De voornaamste methode om biomassa te scheiden in losse functionele componenten is bioraffinage. Zo kunnen er bijvoorbeeld eiwitten en suikers uit de biomassa worden gewonnen voor uiteenlopende toepassingen. Alle componenten die uit de biomassa kunnen worden gehaald kunnen worden weergegeven in een waardepiramide, met de componenten met de hoogste toegevoegde waarde bovenaan. Zo staan componenten voor de hoogwaardige chemie en voedselindustrie hoger in de piramide dan de onderdelen die gebruikt kunnen worden als brandstof of materiaal. Deze losse componenten kunnen vervolgens door middel van een cascadering in tijd of een cascadering in waarde verder optimaal benut worden.